# 暗鼠行動
暗鼠行動（英語：Operation Shady RAT）是從2006年年中開始的一系列持續網絡攻擊。攻擊目標包括至少72個組織，包括國防承包商，世界各地的企業，聯合國和國際奧委會。互聯網安全公司McAfee副總裁Dmitri Alperovitch於2011年8月發表的報告中首次公開使用此名稱，名稱來自計算機安全行業遠程訪問工具（英語：Remote Access Tool）的縮寫 RAT。
Alperovitch 描述該行動的特點為“五年間由一個組織針對特定目標的行動”。報告指出，在2008年夏季奧運會期間針對各個運動監管機構“可能將矛頭直指入侵背後的國家行為。”該國一般認為是指中華人民共和國。
美国智库阿斯彭研究所在得知被入侵後并未发起重大调查，而让联邦调查局去处理。